# دنیس گراتون
دنیس گراتون (انگلیسی: Dennis Gratton; ۲۱ آوریل ۱۹۳۴ – ۱۸ آوریل ۲۰۱۶) بازیکن فوتبال اهل بریتانیا بود.
از باشگاه‌هایی که در آن بازی کرده‌است می‌توان به باشگاه فوتبال وورکساپ تاون، باشگاه فوتبال لینکولن سیتی، باشگاه فوتبال شفیلد یونایتد، و باشگاه فوتبال بوستون یونایتد اشاره کرد.